# Sipanea galioides
Sipanea galioides är en måreväxtart som beskrevs av Herbert Fuller Wernham. Sipanea galioides ingår i släktet Sipanea och familjen måreväxter. Inga underarter finns listade i Catalogue of Life.